# Bushcraft
Bushcraft  (cuja tradução mais livre para o português seria "artes do mato") é um conjunto de conhecimentos que abrangem todas as competências que possibilitam uma convivência integrada com a natureza, sustentada na utilização e preservação dos seus recursos. Engloba todo um conjunto de conhecimentos, técnicas e capacidades que foram úteis à prosperidade da espécie humana durante a sua história evolutiva. A bushcraft distingue-se da sobrevivência pois é uma atividade voluntária.
A bushcraft recria esse modo intrinsecamente humano de interação com a natureza, com competências como, acender um fogo sem fósforos ou isqueiros, construir um abrigo, ou fazer utensílios de madeira ou metal como talheres e machados ou cordas e cestas com fibras naturais. Inclui ainda os conhecimentos de fauna e flora que permitam encontrar alimento ou de interpretação dos recursos do meio ambiente, como encontrar e purificar água ou orientar-se pelo sol ou estrelas.

## Origens do termo
Antes da popularidade de Ray Mears e dos seus programas, o termo já tinha sido usado pelo escritor australiano, de origem irlandesa Richard Graves e professor de bushcraft canadiano Mors Kochanski. A palavra tem sido usada na Austrália pelo menos desde 1800.